# 관란정
관란정은 충청북도 청주시 상당구에 있다. 2015년 4월 17일 청주시의 향토유적 제17호로 지정되었다.

## 개요
은진송씨 송병이가 세운 정자이다.